# The Acappella Swingers
 (juin 2023).
The Acappella Swingers est un groupe italien de doo-wop.

## Histoire
En 2008, le groupe, dans sa formation originale de cinq membres (Dario Greco, leader et fondateur du groupe, Gemma La Pergola, Marco Tinnirello, Michael Lauria, Elisa Caudullo), fait ses débuts sur la scène nationale en participant à la première édition de l'émission de télévision X Factor sur Rai 2. Ils se sont produits lors du troisième épisode, le 25 mars, en chantant Unchained Melody, mais n'ont pas passé le test du télévote, qui a récompensé la chanteuse napolitaine Silvia Aprile. Après leur passage à X-Factor, ils se consacrent à l'enregistrement de leur premier album, produit par le label indépendant Waterbirds, appartenant à Maria Midulla, mère de Francesco Virlinzi, fondateur du label Cyclope Records. Le CD, également soutenu par la production artistique de Toni Carbone de Denovo, s'intitule Let's on Doowop et reprend les classiques du style, ainsi que deux titres inédits : You et Serenade Blue Moon.
En 2009, la chanson You est sélectionnée par Crystal Ball Records, une maison de disques américaine, et incluse dans la compilation de chansons de doo-wop Doo Wopin' Around the World Vol. I, qui comprend 28 chansons de groupes du monde entier. Toujours en 2009, ils participent au 10e Festival della nuova canzone siciliana avec une chanson inédite en dialecte écrite par Michael Lauria intitulée Quannu puru i spini mi parunu ciuri, se classant 6e sur 30 artistes. Toujours avec Waterbirds, ils sortent en décembre de la même année leur deuxième album studio, cette fois-ci consacré à Noël. L'album intitulé Merry Christmas comprend huit classiques de Noël revisités dans une tonalité doo-wop, chantés strictement a cappella.
En 2010, Michael Lauria quitte le groupe, qui devient alors un quatuor. En septembre 2011, ils montent sur la scène de l'Etna Comics, accompagnant avec le soutien vocal temporaire de Giorgia Spadaccini le groupe La Mente di Tetsuya, le maestro Vince Tempera, Luigi Albertelli et Silvio Pozzoli dans leurs performances. Le spectacle est reproposé en octobre de la même année sur la scène de Lucca Comics and Games. En novembre 2011, Gemma La Pergola est remplacée par Antonella Leotta en tant que quatrième membre. En 2012, ils participent à l'enregistrement de l'album Italia Talìa (Universal Music) de leur ami et célèbre auteur-compositeur-interprète d'Enna, Mario Incudine ; en février, ils participent à Casa Sanremo, un événement musical parallèle au Festival de Sanremo. En mars, Serenade Blue Moon, leur titre inédit, est sélectionné par Crystal Ball Records et inclus dans le deuxième volume de la compilation de chansons de doo-wop Doo Wopin' Around the World. Le 23 juillet 2012, ils sortent leur troisième album intitulé Swing to the Moon, un EP contenant cinq titres inédits. Durant l'été 2013, ils participent au Summer Jamboree (Senigallia) et au Maverick Festival (Crotone), deux événements musicaux internationaux axés sur la culture et la musique des années 1940 et 1950.

## Membres

### Derniers membres
- Dario Greco
- Teresa Raneri
- Federica Comis
- Alessandro Spagna

### Anciens membres
- Fabrizio Giuffrida (2005-2006)
- Claudia Calà (2005-2006)
- Marco Aliotta (2006-2007)
- Cristina Marano (2006-2007)
- Michael Lauria (2007-2010)
- Gemma La Pergola (2005-2011)
- Giorgia Spadaccini (2011)
- Marco Tinnirello (2005-2014)
- Antonella Leotta (2011-2014)
- Elisa Caudullo (2007-2014)

## Discographie

### Albums studio
- 2008 : Let's on Doo-wop
- 2009 : Merry Christmas

### EP
- 2012 : Swing to the Moon